# Vasas-szakadéki 2–3. sz. barlang
A Vasas-szakadéki 2–3. sz. barlang a Duna–Ipoly Nemzeti Parkban lévő Visegrádi-hegységben található egyik barlang. A Vasas-szakadéki 2. sz. barlang és a Vasas-szakadéki 3. sz. barlang összekapcsolásával jött létre.

## Vasas-szakadéki 2. sz. barlang

### Leírás
A Visegrádi-hegységben, Szentendrén található. A Vasas-szakadék látható hasadékrendszerének középső barlangja. A megközelítését lásd a Vasas-szakadék megközelítésénél. Egy 2,5 méter hosszú, 80 centiméter széles aknanyílással indul. Ebből közel függőlegesen lehet leereszkedni a keleti végén lévő mélypontra, 12,5 méter mélységbe. A nagyjából kelet-nyugat irányú függőleges hasadékbarlangot középen beszorult sziklatömbök osztják meg. E tömbök alatt és felett is el lehet még nyugat felé menni, így a barlang teljes hossza 27,3 méter (az Országos Barlangnyilvántartás szerint 25 méter). A keleti rész talppontjánál, lefelé át lehet mászni a Vasas-szakadéki 3. sz. barlangba.
A Visegrádi-hegység hetedik leghosszabb barlangja volt a Vasas-szakadéki 3. sz. barlanggal történő összekapcsolása előtt.
Előfordul a barlang az irodalmában Kőhegyi-barlang (Kordos 1984), Kőhegyi barlang (Bertalan 1976), Vasas hasadék barlangja (Bertalan 1976), Vasas-szakadék II.sz. barlang (Eszterhás 1993), Vasas-szakadék II.sz. barlangja (Eszterhás 1989), Vasas-szakadék barlangja (Dénes 1967), Vasas-szakadéki 2. sz. barlang és Vasas-szakadék üregei neveken is. A Vasas-szakadéki 2. sz. barlang barlangkataszteri száma 4900-26 volt a Vasas-szakadéki 3. sz. barlanggal történő összekapcsolása előtt.

### Kutatástörténet
Az 1967-ben kiadott, Pilis útikalauz című kiadvány szerint a Vasas-szakadék barlangja a Vasas-szakadék Ny-i, meredeken lejtő végében található és 15 m hosszú a mindkét végén nyitott hasadékbarlang, amely eredetileg felül nyitott sziklahasadék volt, de a behullott és összetorlódott sziklatörmelék mennyezetet alakított ki. Az 1974-ben megjelent Pilis útikalauz című könyvben, a Pilis hegység és a Visegrádi-hegység barlangjainak jegyzékében (19–20. old.) meg van említve, hogy a Pilis hegység és a Visegrádi-hegység barlangjai között van a Vasas-szakadék. A Visegrádi-hegység barlangjait leíró rész szerint a Vasas turistái évtizedekkel ezelőtt a Pomáz felett emelkedő Kő-hegy É-i oldalában tektonikus hasadékot fedeztek fel. A hasadék szakadékszerű és szűk. A mély szakadék úgy tátong, mintha mesebeli óriás éles késsel kettévágta volna a sziklát. Barlang bejárata látható a szakadék meredeken lejtő Ny-i végében. Eredetileg nyílt sziklahasadék volt a Vasas-szakadék három barlangja. Mennyezetüket a felülről behullott és összetorlódott sziklatörmelék hozta létre. A három barlang közül a leghosszabb egy 15 m-es hasadékbarlang, amely mindkét végén nyitott.
A Bertalan Károly által írt, 1976-ban befejezett kéziratban az olvasható, hogy a Visegrádi-hegységben és a Pilis hegységben, Szentendrén helyezkedik el a Kőhegyi barlang. A Kő-hegy É-i oldalában, a Vasas-szakadék Ny-i (Csepel-forrás felőli) végében, a kocsiúttól néhány m-rel magasabban van szűk bejárati lyuka. A barlang kb. 20 m hosszú és 6–8 m mély. Csúszásos hasadéküreg, amely egy folyosóból áll. A folyosóhoz 4 mellékág csatlakozik. A kézirat barlangra vonatkozó része 2 irodalmi mű alapján lett írva.
A Visegrádi-hegységben és a Pilis hegységben, Szentendrén helyezkedik el a Vasas hasadék barlangja. A Kő-hegy sziklás Ny-i oldalában, a Sándor-forrás felé vezető turistaút felett van bejárata. K-nek néző, 33 m hosszú nyitott szakadék Ny-i végében található a bejárat. A barlang 23 m hosszú és 1 m széles. Andezitagglomerátumban jött létre a csúszási hasadékbarlang. Veszélyes barlang, ezért bejáratához figyelmeztető táblát kell elhelyezni. A kézirat barlangra vonatkozó része 4 irodalmi mű alapján lett írva.
Az 1984-ben kiadott, Magyarország barlangjai című könyv országos barlanglistájában szerepel a Szentendre–Visegrádi-hegység barlangjai között két barlang. Az egyik barlangnak Kőhegyi-barlang, a másik barlangnak Vasas-szakadéki-barlang a neve. A listához kapcsolódóan látható a Dunazug-hegység barlangjainak földrajzi elhelyezkedését bemutató 1:500 000-es méretarányú térképen a két barlang földrajzi elhelyezkedése. A Karszt és Barlang 1989. évi különszámában publikált, angol nyelvű tanulmányban (The caves of Hungary) közölve lett, hogy a Pilis hegységben fekvő Vasas-szakadék három barlangja összesen 58 m hosszú. A három üreg andezitagglomerátumban alakult ki.
Az Eszterhás István által 1989-ben írt, Magyarország nemkarsztos barlangjainak listája című kéziratban az olvasható, hogy a Visegrádi-hegységben, a 4900-as barlangkataszteri területen, Pomázon lévő Vasas-szakadék II.sz. barlangja andezitbreccsában alakult ki. A barlang 20 m hosszú, ismeretlen magasságú, mélységű és függőleges kiterjedésű. A listában meg van említve az a Magyarországon, nem karsztkőzetben kialakult, létrehozott 220 objektum (203 barlang és 17 mesterséges üreg), amelyek 1989. év végéig váltak ismertté. Magyarországon 6 barlang keletkezett andezitbreccsában. Az összeállítás szerint Kordos László 1984-ben kiadott barlanglistájában fel van sorolva 119 olyan barlang is, amelyek nem karsztkőzetben jöttek létre.
Az 1991-ben megjelent, A Pilis és a Visegrádi-hegység című útikalauz barlangnév nélkül említi a Vasas-szakadék három barlangját. A rövid ismertetés szerint a három barlang régen nyílt sziklahasadék volt és később alakította ki a behullott és összetorlódott sziklatörmelék a mennyezetüket. Közülük a leghosszabb egy 15 m hosszú hasadékbarlang, amelynek mind a két vége nyitott. A Kárpát József által 1991-ben írt kéziratban meg van említve, hogy a Vasas-szakadék 2.sz. barlangja (Szentendre) 20 m hosszú és 10 m mély. Az Eszterhás István által 1992-ben írt összeállítás szerint nem karsztbarlangok Magyarországon pl. andezitbreccsában vannak (pl. Vasas-szakadék barlangjai).
Az Eszterhás István által 1993-ban írt, Magyarország nemkarsztos barlangjainak lajstroma című kézirat szerint a Visegrádi-hegységben, a 4900-as barlangkataszteri területen, Pomázon lévő Vasas-szakadék II.sz. barlang andezitbreccsában jött létre. A barlang 20 m hosszú és 15 m mély. Az összeállításban fel van sorolva az a Magyarországon, nem karsztkőzetben kialakult, létrehozott 520 objektum (478 barlang és 42 mesterséges üreg), amelyek 1993 végéig ismertté váltak. Magyarországon 12 barlang, illetve mesterségesen létrehozott, barlangnak nevezett üreg alakult ki, lett kialakítva andezitbreccsában. A Visegrádi-hegységben 33 barlang jött létre nem karsztkőzetben.
Az 1994-ben megjelent, Lychnis. Szemelvények a vulkáni kőzetekben keletkezett barlangok kutatásáról című kiadvány szerint a Magyarországon lévő olyan barlangok között, amelyek vulkanikus kőzetben jöttek létre, az 1994. nyári állapot alapján a 24. leghosszabb a Vasas-szakadék II.sz.barlang (Pomáz). A barlang andezitbreccsában alakult ki, 20 m hosszú és 15 m mély. Magyarországon 489, a Visegrádi-hegységben pedig 33 barlang található nem karsztkőzetben. Magyarországon 12 barlang alakult ki andezitbreccsában. 1995 végén Magyarország 25. leghosszabb pszeudokarsztbarlangja volt az andezitbreccsában található, 20 m hosszú és 15 m mély Vasas-szakadék 2.sz.barlang (Pomáz). 1996-ban Szabó Géza kutatta át és írta le a barlangot. A térképét is ő készítette el. A 2001. november 12-én készült, Magyarország nemkarsztos barlangjainak irodalomjegyzéke című kézirat barlangnévmutatójában szerepel a Vasas-szakadék II. sz. barlangja. A barlangnévmutatóban fel van sorolva 10 irodalmi mű, amelyek foglalkoznak a barlanggal. A 364. tétel nem említi, a 363. tétel említi.
A 2014. évi Karsztfejlődésben megjelent tanulmányban az olvasható, hogy a Visegrádi-hegység 8. leghosszabb barlangja a 25 m hosszú és 12,5 m mély Vasas-szakadék II. sz. barlangja. Atektonikus csuszamlás hozta létre. A szentendrei Cseresznye-hegyen hasonlóak a barlangképződés feltételei, mint a Disznós-árok D-i oldalában. A felszínen lévő durva andezitagglomerátum itt agyagos andezittufára települt, majd a rétegek É felé megdőltek és az időnként átázó andezittufán a fedő rétegek meg-megcsúsznak. A lejtőn csúszó agglomerátumban 70–100 m-es, egymással párhuzamos, illetve ezeket kisebb-nagyobb szögben keresztező hasadékok jöttek létre.
Ezek a hasadékok több helyen felül összezáródtak, így bennük egymás közelében három atektonikus hasadékbarlang, a Vasas-szakadék I. sz. barlangja, a Vasas-szakadék II. sz. barlangja és a Vasas-szakadék III. sz. barlangja található. Légmozgás kevés barlangban, leginkább a nagy barlangokban, például a Vasas-szakadék barlangjaiban tapasztalható. A Visegrádi-hegység 101 barlangjának egyike a Szentendrén található Vasas-szakadéki 2. sz. barlang. A publikációhoz mellékelt, a Visegrádi-hegység 10 m-nél hosszabb barlangjainak elhelyezkedését bemutató ábrán látható a barlang földrajzi elhelyezkedése. A helyszínrajzot Eszterhás István szerkesztette.

## Vasas-szakadéki 3. sz. barlang

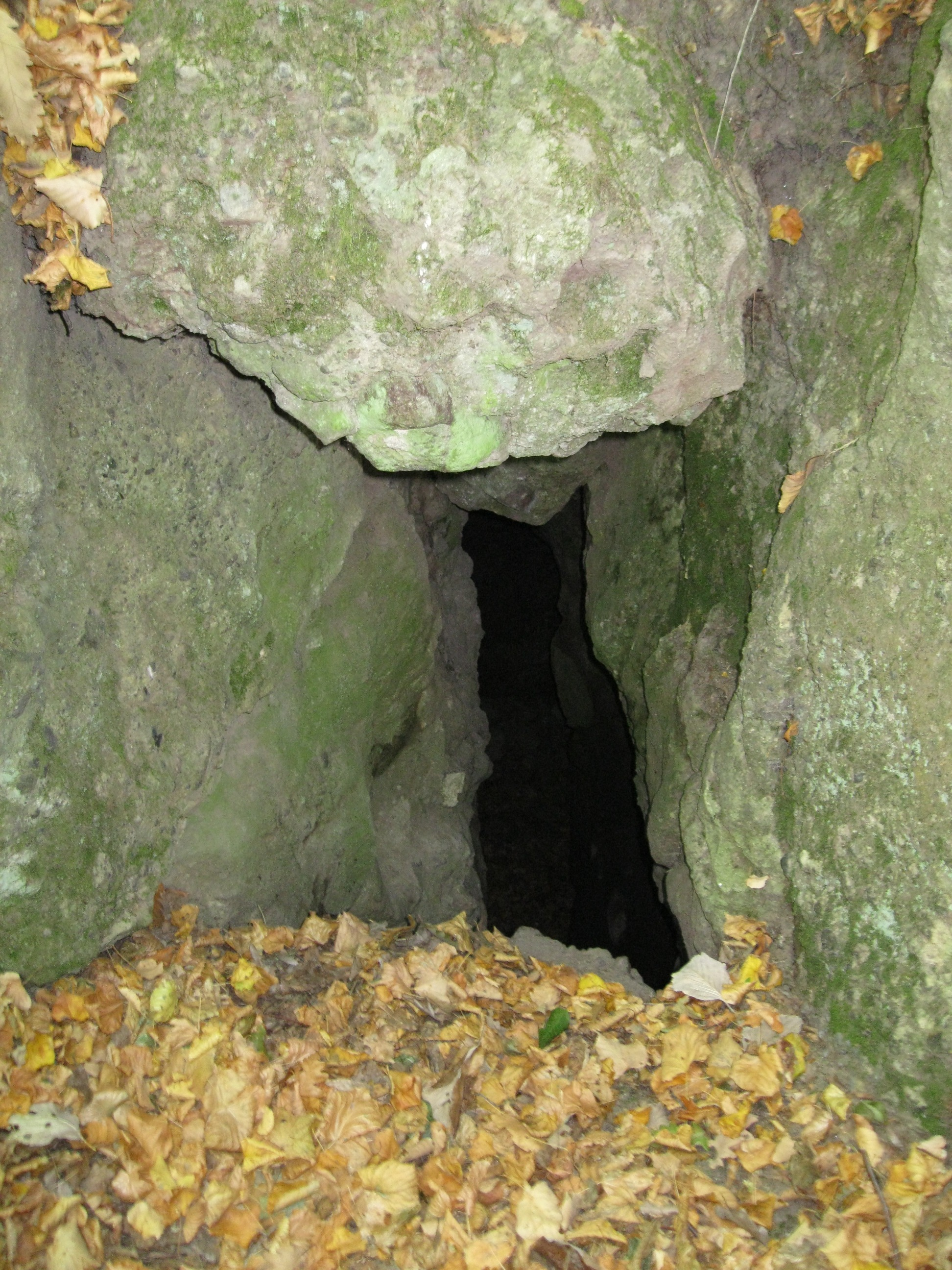
A Vasas-szakadéki 3. sz. barlang bejárata

### Leírás
A Visegrádi-hegységben, Szentendrén található. A Vasas-szakadék látható hasadékrendszerének legnyugatabbra nyíló barlangja. A megközelítését lásd a Vasas-szakadék megközelítésénél. A hossza 29,17 méter, a mélysége 5,82 méter. A bejárata függőleges, ezért az ereszkedéshez a kötél biztonsági okokból szükséges. A bejárati akna mélysége 4,73 méter. Az aknán leereszkedve avar- és törmelékkúpra érkezünk. Innen nyugati irányba egy erősen eltömődött repedés vezet. Kibontása további szakaszok feltárását eredményezheti.
Kelet, vagyis a Vasas-szakadék felé indulva tágasabb hasadékjáratban haladhatunk. Először egy felszínre vezető, a bejárat fölé nyíló kürtőt láthatunk . Ez után egy kereszttörés által létrehozott terembe érünk, amelyből pár méteres mellékág indul. A terem teteje álmennyezet, itt a Vasas-szakadéki 2. sz. barlangba át lehet mászni. A főhasadék ezután szűkül, álfenekek tagolják. Végül egy szűk, omlásveszélyes kürtővel zárul a járat.
A Visegrádi-hegység ötödik leghosszabb barlangja volt a Vasas-szakadéki 2. sz. barlanggal történő összekapcsolása előtt.
Előfordul a barlang az irodalmában Kőhegyi-barlang (Kordos 1984), Kőhegyi barlang (Bertalan 1976), Vasas hasadék barlangja (Bertalan 1976), Vasas-szakadék III.sz. barlang (Eszterhás 1993), Vasas-szakadék III.sz. barlangja (Eszterhás 1989), Vasas-szakadék barlangja (Dénes 1967), Vasas-szakadéki 3. sz. barlang, Vasas-szakadéki-barlang és Vasas-szakadék üregei neveken is. A Vasas-szakadéki 3. sz. barlang barlangkataszteri száma 4900-27 volt a Vasas-szakadéki 2. sz. barlanggal történő összekapcsolása előtt.

### Kutatástörténet
Az 1967-ben kiadott, Pilis útikalauz című kiadvány szerint a Vasas-szakadék barlangja a Vasas-szakadék Ny-i, meredeken lejtő végében található és 15 m hosszú a mindkét végén nyitott hasadékbarlang, amely eredetileg felül nyitott sziklahasadék volt, de a behullott és összetorlódott sziklatörmelék mennyezetet alakított ki. Az 1974-ben megjelent, Pilis útikalauz című könyvben, a Pilis hegység és a Visegrádi-hegység barlangjainak jegyzékében (19–20. old.) meg van említve, hogy a Pilis hegység és a Visegrádi-hegység barlangjai között van a Vasas-szakadék. A Visegrádi-hegység barlangjait leíró rész szerint a Vasas turistái évtizedekkel ezelőtt a Pomáz felett emelkedő Kő-hegy É-i oldalában tektonikus hasadékot fedeztek fel. A hasadék szakadékszerű és szűk. A mély szakadék úgy tátong, mintha mesebeli óriás éles késsel kettévágta volna a sziklát. Barlang bejárata látható a szakadék meredeken lejtő Ny-i végében. Eredetileg nyílt sziklahasadék volt a Vasas-szakadék három barlangja. Mennyezetüket a felülről behullott és összetorlódott sziklatörmelék hozta létre. A három barlang közül a leghosszabb egy 15 m-es hasadékbarlang, amely mindkét végén nyitott.
A Bertalan Károly által írt, 1976-ban befejezett kéziratban az olvasható, hogy a Visegrádi-hegységben és a Pilis hegységben, Szentendrén helyezkedik el a Kőhegyi barlang. A Kő-hegy É-i oldalában, a Vasas-szakadék Ny-i (Csepel-forrás felőli) végében, a kocsiúttól néhány m-rel magasabban van szűk bejárati lyuka. A barlang kb. 20 m hosszú és 6–8 m mély. Csúszásos hasadéküreg, amely egy folyosóból áll. A folyosóhoz 4 mellékág csatlakozik. A kézirat barlangra vonatkozó része 2 irodalmi mű alapján lett írva.
A Visegrádi-hegységben és a Pilis hegységben, Szentendrén helyezkedik el a Vasas hasadék barlangja. A Kő-hegy sziklás Ny-i oldalában, a Sándor-forrás felé vezető turistaút felett van bejárata. K-nek néző, 33 m hosszú nyitott szakadék Ny-i végében található a bejárat. A barlang 23 m hosszú és 1 m széles. Andezitagglomerátumban jött létre a csúszási hasadékbarlang. Veszélyes barlang, ezért bejáratához figyelmeztető táblát kell elhelyezni. A kézirat barlangra vonatkozó része 4 irodalmi mű alapján lett írva.
Az 1984-ben kiadott, Magyarország barlangjai című könyv országos barlanglistájában szerepel a Szentendre–Visegrádi-hegység barlangjai között két barlang. Az egyik barlangnak Kőhegyi-barlang, a másik barlangnak Vasas-szakadéki-barlang a neve. A listához kapcsolódóan látható a Dunazug-hegység barlangjainak földrajzi elhelyezkedését bemutató 1:500 000-es méretarányú térképen a két barlang földrajzi elhelyezkedése. A Karszt és Barlang 1989. évi különszámában publikált, angol nyelvű tanulmányban (The caves of Hungary) közölve lett, hogy a Pilis hegységben fekvő Vasas-szakadék három barlangja összesen 58 m hosszú. A három üreg andezitagglomerátumban alakult ki.
Az Eszterhás István által 1989-ben írt, Magyarország nemkarsztos barlangjainak listája című kéziratban az olvasható, hogy a Visegrádi-hegységben, a 4900-as barlangkataszteri területen, Pomázon lévő Vasas-szakadék III.sz. barlangja andezitbreccsában alakult ki. A barlang 23 m hosszú, ismeretlen magasságú, mélységű és függőleges kiterjedésű. A listában meg van említve az a Magyarországon, nem karsztkőzetben kialakult, létrehozott 220 objektum (203 barlang és 17 mesterséges üreg), amelyek 1989. év végéig váltak ismertté. Magyarországon 6 barlang keletkezett andezitbreccsában. Az összeállítás szerint Kordos László 1984-ben kiadott barlanglistájában fel van sorolva 119 olyan barlang is, amelyek nem karsztkőzetben jöttek létre.
Az 1991-ben megjelent, A Pilis és a Visegrádi-hegység című útikalauz barlangnév nélkül említi a Vasas-szakadék három barlangját. A rövid ismertetés szerint a három barlang régen nyílt sziklahasadék volt és később alakította ki a behullott és összetorlódott sziklatörmelék a mennyezetüket. Közülük a leghosszabb egy 15 m hosszú hasadékbarlang, amelynek mind a két vége nyitott. Az Eszterhás István által 1992-ben írt lista szerint 1992 decemberében Magyarországon 423, a Visegrádi-hegységben pedig 36 olyan barlang van, amelyek nem karsztkőzetben alakultak ki. A vulkanikus kőzetben létrejött, Magyarországon található barlangok között a 17. leghosszabb az andezitbreccsában húzódó Vasas-szakadéki 3. sz. barlang (Pomáz), amely 23 m hosszú és 5 m mély. Nem karsztbarlangok Magyarországon pl. andezitbreccsában vannak (pl. Vasas-szakadék barlangjai).
Az Eszterhás István által 1993-ban írt, Magyarország nemkarsztos barlangjainak lajstroma című kézirat szerint a Visegrádi-hegységben, a 4900-as barlangkataszteri területen, Pomázon lévő Vasas-szakadék III.sz. barlang andezitbreccsában jött létre. A barlang 23 m hosszú és 15 m mély. Az összeállításban fel van sorolva az a Magyarországon, nem karsztkőzetben kialakult, létrehozott 520 objektum (478 barlang és 42 mesterséges üreg), amelyek 1993 végéig ismertté váltak. Magyarországon 12 barlang, illetve mesterségesen létrehozott, barlangnak nevezett üreg alakult ki, lett kialakítva andezitbreccsában. A Visegrádi-hegységben 33 barlang jött létre nem karsztkőzetben.
Az 1994-ben megjelent, Lychnis. Szemelvények a vulkáni kőzetekben keletkezett barlangok kutatásáról című kiadvány szerint a Magyarországon lévő olyan barlangok között, amelyek vulkanikus kőzetben jöttek létre, az 1994. nyári állapot alapján a 20. leghosszabb a Vasas-szakadék III.sz.barlang (Pomáz). A barlang andezitbreccsában alakult ki, 23 m hosszú és 5 m mély. Magyarországon 489, a Visegrádi-hegységben pedig 33 barlang található nem karsztkőzetben. Magyarországon 12 barlang alakult ki andezitbreccsában. 1995 végén Magyarország 21. leghosszabb pszeudokarsztbarlangja volt az andezitbreccsában található, 23 m hosszú és 5 m mély Vasas-szakadék 3.sz.barlang (Pomáz). 1996-ban Tinn József kutatta át és írta le a barlangot. A barlang térképét Nagy Eszter, Sárközi Szilárd és Tinn József készítették el. A 2001. november 12-én készült, Magyarország nemkarsztos barlangjainak irodalomjegyzéke című kézirat barlangnévmutatójában szerepel a Vasas-szakadék III. sz. barlangja. A barlangnévmutatóban fel van sorolva 11 irodalmi mű, amelyek foglalkoznak a barlanggal. A 364. tétel nem említi, a 363. tétel említi.
A 2014. évi Karsztfejlődésben megjelent tanulmányban az olvasható, hogy a Visegrádi-hegység 6. leghosszabb barlangja a 29,1 m hosszú és 5,8 m mély Vasas-szakadék III. sz. barlangja. Atektonikus csuszamlás hozta létre. A szentendrei Cseresznye-hegyen hasonlóak a barlangképződés feltételei, mint a Disznós-árok É-i oldalában. A felszínen lévő durva andezitagglomerátum itt agyagos andezittufára települt, majd a rétegek É felé megdőltek és az időnként átázó andezittufán a fedő rétegek meg-megcsúsznak. A lejtőn csúszó agglomerátumban 70–100 m-es egymással párhuzamos, illetve ezeket kisebb-nagyobb szögben keresztező hasadékok jöttek létre.
Ezek a hasadékok több helyen felül összezáródtak, így bennük egymás közelében három atektonikus hasadékbarlang, a Vasas-szakadék I. sz. barlangja, a Vasas-szakadék II. sz. barlangja és Vasas-szakadék III. sz. barlangja található. Légmozgás kevés barlangban, leginkább a nagy barlangokban, például a Vasas-szakadék barlangjaiban tapasztalható. A Visegrádi-hegység 101 barlangjának egyike a Szentendrén található Vasas-szakadéki 3. sz. barlang. A publikációhoz mellékelt, a Visegrádi-hegység 10 m-nél hosszabb barlangjainak elhelyezkedését bemutató ábrán látható a barlang földrajzi elhelyezkedése. A helyszínrajzot Eszterhás István szerkesztette.

## A Vasas-szakadéki 2. sz. barlang irodalma
| Irodalom |
| --- |
| - Bertalan Károly: Magyarország barlangleltára. Kézirat, 1976. (A kézirat megtalálható a Magyar Állami Földtani Intézetben.) - Dely Károly – Mezei Iván: Pilis útikalauz. Sport, Budapest, 1974. 20., 36. old. (A Pilis-hegység barlangjai című fejezetet, a 19–37. oldalakat Dénes György írta.) (Barlangnév nélkül említve van benne a Vasas-szakadék három barlangja.) - Eszterhás István: Magyarország nemkarsztos barlangjainak listája. In: Sivó Zsuzsanna – Zentai Ferenc szerk.: Az Alba Regia Barlangkutató Csoport Évkönyve 1989. Kézirat. 147., 148., 154. old. (A kézirat megtalálható a KvVM Barlang- és Földtani Osztályon.) - Eszterhás István: Magyarország nemkarsztos barlangjai. In: Eszterhás István szerk.: Az MKBT Vulkánszpeleológiai Kollektívájának Évkönyve 1992. Kézirat. 88. old. (A kézirat megtalálható a KvVM Barlang- és Földtani Osztályon.) (Nincs benne név szerint említve a barlang.) - Eszterhás István: Magyarország nemkarsztos barlangjainak lajstroma. In: Eszterhás István szerk.: Az MKBT Vulkánszpeleológiai Kollektívájának Évkönyve 1993. Kézirat. 42., 43., 51. old. (A kézirat megtalálható a KvVM Barlang- és Földtani Osztályon.) - Eszterhás István: Magyarország nemkarsztos barlangjai. In: Eszterhás István szerk.: Lychnis. Szemelvények a vulkáni kőzetekben keletkezett barlangok kutatásáról. Kapolcs, 1994. 60., 61., 62. old. - Eszterhás István: Pseudokarstische Höhlen in Ungarn. In: Eszterhás István szerk.: Az MKBT Vulkánszpeleológiai Kollektívájának Évkönyve 1995. Kézirat. 58. old. (A kézirat megtalálható a KvVM Barlang- és Földtani Osztályon.) - Eszterhás István: Jelentés a XII. Vulkánszpeleológiai Táborról. MKBT Műsorfüzet, 1996. szeptember–október. 10. old. - Eszterhás István: Magyarország pszeudokarsztos barlangjai. In: Eszterhás István szerk.: Az MKBT Vulkánszpeleológiai Kollektívájának Évkönyve 1996. Kézirat. 162. old. (A kézirat megtalálható a KvVM Barlang- és Földtani Osztályon.) - Eszterhás István – Szabó Géza – Szilvay Péter – Tinn József: A Visegrádi-hegység barlangjai. In: Eszterhás István szerk.: Az MKBT Vulkánszpeleológiai Kollektívájának Évkönyve 1996. Kézirat. 66., 119., 123–125., 129., 152/b. old. (A kézirat megtalálható a KvVM Barlang- és Földtani Osztályon.) - Eszterhás István: A Visegrádi-hegység barlangjai. Karsztfejlődés, 2014. (19. köt.) 244–245., 245., 246., 249–250., 255., 260. old. - Kárpát József: A Pilis-hegység területén levő barlangok jegyzéke. Kézirat. 1991. október. 7. old. (A kézirat megtalálható a KvVM Barlang- és Földtani Osztályon.) - Kordos László: Magyarország barlangjai. Gondolat Könyvkiadó, Budapest, 1984. 277., 296. old. - Mezei Iván – Páli Tivadar: Pilis útikalauz. Sport, Budapest, 1955. (Második, bővített kiadás.) 27., 95., 99. old. - Mezei Iván szerk.: Pilis útikalauz. Budapest, 1967. 34. old. (A Pilis és a Visegrádi-hegység barlangjai című fejezetet, a 22–36. oldalakat Dénes György írta.) - Miczek György szerk.: A Pilis és a Visegrádi-hegység. Budapest, 1991. 45., 204. old. (A Pilis és a Visegrádi-hegység barlangjai című fejezetet, a 26–46. oldalakat Dénes György írta.) (Barlangnév nélkül említve van benne a Vasas-szakadék három barlangja.) - Szentes György: Caves formed in the volcanic rocks of Hungary. Karszt- és Barlangkutatás, 1968–1971. (6. évf.) 120., 121–122. old. - Szenti Tamás – Eszterhás István: Magyarország nemkarsztos barlangjainak irodalomjegyzéke. Kézirat, 2001. november 12. 101. old. (A kézirat megtalálható a KvVM Barlang- és Földtani Osztályon.) - Takácsné Bolner Katalin – Eszterhás István – Juhász Márton – Kraus Sándor: The caves of Hungary. Karszt és Barlang, 1989. (Special Issue) 27. old. (Barlangnév nélkül említve van benne a Vasas-szakadék három barlangja.) |

## A Vasas-szakadéki 3. sz. barlang irodalma
| Irodalom |
| --- |
| - Bertalan Károly: Magyarország barlangleltára. Kézirat, 1976. (A kézirat megtalálható a Magyar Állami Földtani Intézetben.) - Dely Károly – Mezei Iván: Pilis útikalauz. Sport, Budapest, 1974. 20., 36. old. (A Pilis-hegység barlangjai című fejezetet, a 19–37. oldalakat Dénes György írta.) (Barlangnév nélkül említve van benne a Vasas-szakadék három barlangja.) - Eszterhás István: Magyarország nemkarsztos barlangjainak listája. In: Sivó Zsuzsanna – Zentai Ferenc szerk.: Az Alba Regia Barlangkutató Csoport Évkönyve 1989. Kézirat. 147., 148., 154. old. (A kézirat megtalálható a KvVM Barlang- és Földtani Osztályon.) - Eszterhás István: Magyarország nemkarsztos barlangjai. In: Eszterhás István szerk.: Az MKBT Vulkánszpeleológiai Kollektívájának Évkönyve 1992. Kézirat. 86., 87., 88. old. (A kézirat megtalálható a KvVM Barlang- és Földtani Osztályon.) - Eszterhás István: Magyarország nemkarsztos barlangjainak lajstroma. In: Eszterhás István szerk.: Az MKBT Vulkánszpeleológiai Kollektívájának Évkönyve 1993. Kézirat. 42., 43., 51. old. (A kézirat megtalálható a KvVM Barlang- és Földtani Osztályon.) - Eszterhás István: Magyarország nemkarsztos barlangjai. In: Eszterhás István szerk.: Lychnis. Szemelvények a vulkáni kőzetekben keletkezett barlangok kutatásáról. Kapolcs, 1994. 60., 61., 62. old. - Eszterhás István: Pseudokarstische Höhlen in Ungarn. In: Eszterhás István szerk.: Az MKBT Vulkánszpeleológiai Kollektívájának Évkönyve 1995. Kézirat. 58. old. (A kézirat megtalálható a KvVM Barlang- és Földtani Osztályon.) - Eszterhás István: Jelentés a XII. Vulkánszpeleológiai Táborról. MKBT Műsorfüzet, 1996. szeptember–október. 10. old. - Eszterhás István: Magyarország pszeudokarsztos barlangjai. In: Eszterhás István szerk.: Az MKBT Vulkánszpeleológiai Kollektívájának Évkönyve 1996. Kézirat. 162. old. (A kézirat megtalálható a KvVM Barlang- és Földtani Osztályon.) - Eszterhás István – Szabó Géza – Szilvay Péter – Tinn József: A Visegrádi-hegység barlangjai. In: Eszterhás István szerk.: Az MKBT Vulkánszpeleológiai Kollektívájának Évkönyve 1996. Kézirat. 66., 119–120., 123–125., 130., 152/b. old. (A kézirat megtalálható a KvVM Barlang- és Földtani Osztályon.) - Eszterhás István: A Visegrádi-hegység barlangjai. Karsztfejlődés, 2014. (19. köt.) 244–245., 245., 246., 249–250., 255., 260. old. - Kordos László: Magyarország barlangjai. Gondolat Könyvkiadó, Budapest, 1984. 277., 296. old. - Mezei Iván – Páli Tivadar: Pilis útikalauz. Sport, Budapest, 1955. (Második, bővített kiadás.) 27., 95., 99. old. - Mezei Iván szerk.: Pilis útikalauz. Budapest, 1967. 34. old. (A Pilis és a Visegrádi-hegység barlangjai című fejezetet, a 22–36. oldalakat Dénes György írta.) - Miczek György szerk.: A Pilis és a Visegrádi-hegység. Budapest, 1991. 45., 204. old. (A Pilis és a Visegrádi-hegység barlangjai című fejezetet, a 26–46. oldalakat Dénes György írta.) (Barlangnév nélkül említve van benne a Vasas-szakadék három barlangja.) - Szentes György: Caves formed in the volcanic rocks of Hungary. Karszt- és Barlangkutatás, 1968–1971. (6. évf.) 120., 121–122. old. - Szenti Tamás – Eszterhás István: Magyarország nemkarsztos barlangjainak irodalomjegyzéke. Kézirat, 2001. november 12. 101. old. (A kézirat megtalálható a KvVM Barlang- és Földtani Osztályon.) - Takácsné Bolner Katalin – Eszterhás István – Juhász Márton – Kraus Sándor: The caves of Hungary. Karszt és Barlang, 1989. (Special Issue) 27. old. (Barlangnév nélkül említve van benne a Vasas-szakadék három barlangja.) |

## További irodalom
- Eszterhás István: Vulkánszpeleológia. A Magyar Karszt- és Barlangkutató Társulat tanfolyami jegyzete. Budapest, 1994. 49 old.
- Kristóf Sándor szerk.: Hétvégi túrák hazánk legszebb tájain. Budapest, 1958. 46., 48., 175., 200. old.